# Papa Roach
Papa Roach är en amerikansk rockgrupp inom alternativ rock/metal som bildades 1993 i Vacaville, Kalifornien. 

## Om bandet
Bandet ett av de största inom nu metal-vågen som svepte in under 2000. Succén kom med albumet Infest och ledde till 3 miljoner sålda album bara i USA och massiv succé världen över. Låtarna "Last Resort", "Broken Home" och "Between Angels and Insects" såldes bra och spelade flitigt på bland annat MTV. Musiken var som en blandning av nu-metal och rap i samma anda som bland andra Linkin Park och Limp Bizkit.
När de sedan återvände med sin uppföljare Lovehatetragedy sommaren 2002 hade något drastiskt hänt, plattan innehöll extremt lite rap som man tidigare salufört på Infest. Istället var albumet mer fokuserat på sång och melodier. Detta album togs inte emot lika varmt som Infest, men man lyckades ändå sälja en halv miljon skivor i USA. Bandet gav endast ut två singlar från detta album, "She Loves Me Not" och "Time and Time Again". Trots att skivan inte var i närheten av att sälja lika många skivor som Infest, lyckades den debutera som tvåa på Billboard-listan i USA.
År 2004 gav de ut albumet Getting Away with Murder genom det nya skivbolaget Geffen Records, samma titel hade även den första singeln som visade vägen ur den nedåtgående trenden. Andra singeln "Scars", en stillsam rockballad tog återigen världen med storm och spelades flitigt på både radio och TV runt om i världen. Även på detta album förändrades deras ljud ytterligare, nu med en mer rock-känsla och positivare melodier. Låten "Take Me" spelades även på radio, men gavs aldrig ut som singel. Bandet åkte bland annat på två Europa- och ett antal USA-turnéer för att marknadsföra den nya skivan.
Under turnén för albumet Getting Away with Murder i USA, spelade man in konserten i Chicago som senare kom med på dvd-skivan Papa Roach: Live & Murderous in Chicago, 2005.

## Bandmedlemmar

### Nuvarande medlemmar
- Jacoby Shaddix – sång (1993– )
- Jerry Horton – gitarr, bakgrundssång (1993– )
- Tobin Esperance – basgitarr, kompgitarr, bakgrundssång (1993– )
- Tony Palermo – trummor (2008– )

### Tidigare medlemmar
- Dave Buckner – trummor (1993–2008)

## Diskografi

### Studioalbum
- 1997 – Old Friends from Young Years
- 2000 – Infest
- 2002 – Lovehatetragedy
- 2004 – Getting Away with Murder
- 2006 – The Paramour Sessions
- 2009 – Metamorphosis
- 2012 – The Connection
- 2015 – F.E.A.R.
- 2017 – Crooked Teeth
- 2019 – Who Do You Trust?